# Golice, Kamnik
Golice este o localitate din comuna Kamnik, Slovenia, cu o populație de 133 de locuitori.